# Список умерших в 1926 году
В этой статье представлен список известных людей, умерших в 1926 году.
См. также: Категория:Умершие в 1926 году

## Январь
- 14 января — Йозеф Зульцер (75) — австрийский виолончелист и композитор.
- 15 января — Евгений Зак (41) — французский и польский художник.
- 17 января — Карл Петерсон — участник революционного движения.
- 20 января — Каллистрат Жаков (59) — коми-зырянский этнограф, философ, писатель.
- 24 января — Александр Флямберг — польский, ранее российский, шахматист, мастер.

## Февраль
- 2 февраля — Владимир Сухомлинов (77) — русский генерал от кавалерии, военный министр.
- 5 февраля — Теодор Нетте — дипломатический курьер Народного комиссариата иностранных дел СССР.
- 11 февраля — Роберт Классон (75) — российский и советский инженер-технолог и изобретатель, один из крупнейших российских энергетиков своего времени.
- 11 февраля — Лазарь Личкус (67) — российский медик, гинеколог.
- 24 февраля — Василий Голицын (68) — князь из рода Голицыных, последний директор Румянцевского музея.
- 27 февраля — Ольга Визингер-Флориан (81) — австрийская художница, представительница импрессионизма. Главным образом писала пейзажи и натюрморты.

## Март
- 7 марта — Индржих Каан — чешский композитор и музыкальный педагог.
- 7 марта — Пранас Эйдукявичюс (56) — один из организаторов и первый руководитель Коммунистической партии Литвы.
- 15 марта — Дмитрий Фурманов (34) — русский советский писатель.
- 17 марта — Алексей Брусилов (72) — русский военачальник и военный педагог, генерал от кавалерии (1912), генерал-адъютант (1915), главный инспектор кавалерии РККА (1923).
- 22 марта — Андрей Зайончковский (63) — русский и советский военачальник, военный историк.
- 27 марта — Джордж Везина (39) — профессиональный канадский хоккеист, вратарь.

## Апрель
- 1 апреля — Яков Адлер — американский еврейский актер, основатель театральной династии Адлеров.
- 6 апреля — Франц Трасун (62) — латвийский католический священник, политический деятель.
- 11 апреля — Лютер Бёрбанк (77) — американский селекционер, садовод.
- 25 апреля — Харитина Нещадименко (36) — украинская советская актриса.
- 26 апреля — Николай Беляшевский (58) — археолог, этнограф, искусствовед и общественный деятель Российской империи и СССР.
- 26 апреля — Сергей Ковалик (89) — революционер-народник, один из организаторов «хождения в народ».
- 30 апреля — Тимоти Коглан (70) — австралийский экономист, статистик, историк, инженер и дипломат.

## Май
- 5 мая — Фёдор Фунтиков (50) — российский политический деятель времён Гражданской войны.
- 21 мая — Рональд Фербенк (40) — английский писатель; заболевание лёгких.
- 25 мая — Симон Петлюра (47) — украинский политический деятель; убит.
- 26 мая — Леонид Добронравов (38) — русский, румынский и французский писатель, актёр, режиссёр и пианист.
- 30 мая — Михал Горсткин-Вывюрский (65) — польский художник.
- 30 мая — Владимир Стеклов (62) — русский математик и механик.
- 31 мая — Фёдор Андерс — русский советский инженер-конструктор, дирижаблестроитель.

## Июнь
- 7 июня — Николай Чхеидзе (62) — политический деятель России и Грузии.
- 8 июня — Юрий Добкевич (26) — литовский авиаконструктор, инженер, старший лейтенант Войска литовского, военный лётчик, участник боевых действий.
- 10 июня — Антонио Гауди (73) — испанский (каталонский) архитектор; умер три дня спустя после того, как был сбит трамваем.
- 23 июня — Виктор Васнецов (78) — русский художник.
- 24 июня — Михаил Сквориков — общественный деятель Кубани, городской голова Екатеринодара.

## Июль
- 2 июля — Захарий Выровой — столяр, секретный осведомитель полиции, депутат Государственной думы I созыва от Киевской губернии.
- 6 июля — Аким Львович Волынский (настоящее имя Хаим Лейбович Флексер) (63 или 65) — российский литературный и театральный критик, историк искусства, философ, писатель.
- 7 июля — Фёдор Шехтель (66) — русский архитектор и художник.
- 8 июля — Осип Аптекман (77) — российский революционер.
- 9 июля — Наджаф Везиров — азербайджанский драматург, публицист, театральный деятель.
- 9 июля — Иван Линниченко — историк, член-корреспондент Санкт-Петербургской Императорской Академии наук по историко-филологическому отделению.
- 16 июля — Тихон (Василевский) (59) — епископ Православной Российской Церкви.
- 20 июля — Феликс Дзержинский (48) — председатель ВЧК (род. 1877).
- 22 июля — Фридрих фон Визер (75) — австрийский экономист-либертарианец, представитель австрийской школы в политической экономии.
- 22 июля — Павел Кудрицкий (30) — украинский советский актёр и театральный режиссёр.

## Август
- 1 августа — Ян Каспрович (Jan Kasprowicz) (65) — польский поэт, драматург, литературный критик, переводчик.
- 12 августа — Пятрас Вилейшис (75) — инженер, меценат, литовский общественный и политический деятель.
- 14 августа — Иосиф Кнебель (71) — книгоиздатель, культуролог, меценат.
- 23 августа — Рудольф Валентино (Rudolph Valentino) (31) — американский киноактёр итальянского происхождения, секс-символ эпохи немого кино.
- 27 августа — Сергей Васильчиков (76) — генерал от кавалерии.

## Сентябрь
- 5 сентября — Павел Ткаченко (25) — активный деятель подпольного рабочего движения в Бессарабии в составе Румынии.
- 5 сентября — Карл Харрер (35) — один из основателей национал-социалистического движения в Германии.
- 18 сентября — Август Зауэр (70) — австрийский историк литературы.
- 18 сентября — Шолпан Иманбаева (22) — казахская советская поэтесса.
- 22 сентября — Борис Окс (74) — российский медик и издатель.
- 23 сентября — Пауль Каммерер (46) — австрийский зоолог.
- 29 сентября — Ханс Вессели (63) — австрийский скрипач и музыкальный педагог.

## Октябрь
- 6 октября — Владимир Гнатюк (55) — украинский этнограф, фольклорист, лингвист, литературовед, искусствовед, переводчик.
- 10 октября — Максим Винавер — российский юрист и политический деятель, член I Государственной думы, один из лидеров Конституционно-демократической партии (Партии народной свободы).
- 18 октября — Агриппина Джапаридзе-Царнекау (70) — представительница грузинской аристократии 19-го века, супруга его высочества Константина Петровича Ольденбургского, меценатка.
- 19 октября — Виктор Бабеш (72) — румынский физик, биолог, и один из первых микробиологов.
- 25 октября — Василий Тарновский (45) — русский конструктор артиллерийского вооружения, полковник.
- 31 октября — Гарри Гудини (52) — американский иллюзионист, гипнотизёр.

## Ноябрь
- 2 ноября — Владимир Дебогорий-Мокриевич (78) — революционер-народник, мемуарист, публицист.
- 10 ноября — Любовь Достоевская (57) — российская мемуаристка, вторая дочь Фёдора Достоевского и Анны Достоевской (Сниткиной).
- 11 ноября — Михаил Ашенбреннер (84) — русский революционер, народоволец.
- 15 ноября — Аманда Брюстер Севелл, американская художница, портретист и художник жанровых сцен (род. 1839).
- 24 ноября — Леонид Красин (56) — участник социал-демократического движения в России.
- 26 ноября — Браунинг, Джон Мозес (71) — Изобретатель ручного огнестрельного оружия.

## Декабрь
- 3 декабря — Галина Бениславская (28) — журналистка, литературный работник, друг и литературный секретарь Сергея Есенина.
- 5 декабря — Клод Моне (86) — французский художник.
- 13 декабря — Уильям Гатри Спенс (80) — австралийский профсоюзный лидер и политический деятель.
- 14 декабря — Людомир Бенедыктович (82) — польский художник, поэт и шахматист.
- 25 декабря — Александр Барвинский — украинский историк, педагог, общественно- политический деятель.
- 27 декабря — Казис Гедрис (35) — деятель коммунистического движения Литвы.
- 27 декабря — Юозас Грейфенбергерис (28) — деятель коммунистического движения Литвы, журналист.
- 27 декабря — Каролис Пожела (30) — один из организаторов Коммунистической партии Литвы.
- 27 декабря — Георгий Трубецкой (60) — военачальник Русской императорской армии.
- 27 декабря — Раполас Чарнас (26) — деятель коммунистического движения Литвы.
- 29 декабря — Райнер Мария Рильке (51) — австрийский поэт; лейкемия.